# Broken (singel Sonaty Arctiki)
Broken – piąty singel fińskiego zespołu power metalowego Sonata Arctica.

## Spis utworów
1. „Broken” (edit version) – 03:54
2. „Broken” (album version) – 05:20
3. „Dream Thieves” – 04:25
4. „The Gun” – 03:34

## Twórcy
- Tony Kakko – śpiew, instrumenty klawiszowe
- Jani Liimatainen – gitara
- Marko Paasikoski – gitara basowa
- Tommy Portimo – instrumenty perkusyjne